# FC Astra Giurgiu
FC Astra Giurgiu (rumänska: Fotbal Club Astra Giurgiu), ofta kallat Astra, är en fotbollsklubb från Giurgiu, Rumänien. Klubben spelar i Rumäniens högstaliga, Liga I, som de har gjort sedan 2010. Astra spelar sina hemmamatcher på Stadionul Marin Anastasovici som har en kapacitet på 8,500. 
Astra blev rumänska mästare för första gången säsongen 2015/2016.

## Meriter

### Inhemska liga och cup
Mästare
- Liga I (1): 2015/2016
- Liga II (1): 1997/1998
- Liga III (1): 2007/2008
- Rumänska cupen (1): 2013/2014
- Rumänska supercupen (2): 2014, 2016

### Europaspel
| Säsong    | Tävling               | Omgång    | Klubb             | Hemma | Borta | Totalt   |
| --------- | --------------------- | --------- | ----------------- | ----- | ----- | -------- |
| 2013/2014 | Uefa Europa League    | 1 omg     | Domžale           | 2–0   | 1–0   | 3–0      |
| 2013/2014 | Uefa Europa League    | 2 omg     | Omonia            | 1–1   | 2–1   | 3–2      |
| 2013/2014 | Uefa Europa League    | 3 omg     | AS Trenčín        | 2–2   | 3–1   | 5–3      |
| 2013/2014 | Uefa Europa League    | Playoff   | Maccabi Haifa     | 1–1   | 0–2   | 1–3      |
| 2014/2015 | Uefa Europa League    | 3 omg     | Slovan Liberec    | 3–0   | 3–2   | 6–2      |
| 2014/2015 | Uefa Europa League    | Playoff   | Lyon              | 0–1   | 2–1   | 2–2 (BM) |
| 2014/2015 | Uefa Europa League    | Gruppspel | Red Bull Salzburg | 1–2   | 1–5   | 4:a      |
| 2014/2015 | Uefa Europa League    | Gruppspel | Celtic            | 1–1   | 1–2   | 4:a      |
| 2014/2015 | Uefa Europa League    | Gruppspel | Dinamo Zagreb     | 1–0   | 1–5   | 4:a      |
| 2015/2016 | Uefa Europa League    | 2 omg     | Inverness         | 0–0   | 1–0   | 1–0      |
| 2015/2016 | Uefa Europa League    | 3 omg     | West Ham United   | 2–1   | 2–2   | 4–3      |
| 2015/2016 | Uefa Europa League    | Playoff   | AZ Alkmaar        | 3–2   | 0–2   | 3–4      |
| 2016/2017 | Uefa Champions League | 3 omg     | Köpenhamn         | 1–1   | 0–3   | 1–4      |
| 2016/2017 | Uefa Europa League    | PO        | West Ham United   | 1–1   | 1–0   | 2–1      |
| 2016/2017 | Uefa Europa League    | Gruppspel | Viktoria Plzeň    | –     | –     | –        |
| 2016/2017 | Uefa Europa League    | Gruppspel | Roma              | –     | –     | –        |
| 2016/2017 | Uefa Europa League    | Gruppspel | Austria Wien      | –     | –     | –        |

Notering
- 1 omg: Första kvalomgången
- 2 omg: Första kvalomgången
- 3 omg: Första kvalomgången